# Нич Назарій Олегович
Назарій Олегович Нич (нар. 19 лютого 1999, Україна) — український футболіст, нападник футбольного клубу «Вікторія».

## Життєпис
Вихованець львівських клубів «Покрова» та «Карпати». До липня 2017 року виступав за аматорські клуби «Луцьк» та «Світязь» (Шацьк), після чого перейшов до «Волині». Дебютував у футболці луцького клубу 30 липня 2017 року в програному (1:2) виїзному поєдинку 3-го туру у Першій лізі України проти краматорського «Авангарда». Назарій вийшов на поле в стартовому складі, на 50-й хвилині отримав жовту картку, а на 59-й хвилині його замінив Богдан Гладун. Дебютний гол на професіональному рівні забив 3 листопада 2017 року на 30-й хвилині переможного (2:1) поєдинку 20-го туру Першої ліги проти краматорського «Авангарда». Нич вийшов у стартовому складі, а на 48-й хвилині отримав другу жовту картку і достроково залишив поле. У сезоні 2017/18 років зіграв 10 матчів (1 гол) у Першій лізі України. В липні 2018 року перейшов у «Верес», але в складі рівненського клубу не зіграв за першу команду жодного матчу.
У лютому 2019 року підписав контракт зі «Львовом». Дебютував у футболці «городян» 14 грудня 2019 року в переможному (3:2) домашньому поєдинку 18-о туру Прем'єр-ліги проти ковалівського «Колоса». Назарій вийшов на поле на 78-й хвилині, замінивши Ренана.
23 січня нападник підписав контракт із першолігівським ЛНЗ, який у весняній частині сезону боротиметься за підвищення в класі.